# Ryder Cup 2004
Ryder Cup 2004 var den 35. udgave af Ryder Cup, som er en holdkonkurrence i golf mellem USA og Europa. Turneringen foregik fra den 17. til den 19. september 2004 på Oakland Hills Country Club i Bloomfield Township, Michigan, USA. Europæerne vandt rekordstort 18½ – 9½.
De to hold stillede op med følgende spillere:
| USA            | Europa               |
| -------------- | -------------------- |
| Tiger Woods    | Padraig Harrington   |
| Phil Mickelson | Sergio García        |
| Davis Love III | Darren Clarke        |
| Jim Furyk      | Miguel Angel Jiménez |
| Kenny Perry    | Lee Westwood         |
| David Toms     | Thomas Levet         |
| Chad Campbell  | Paul Casey           |
| Chris DiMarco  | David Howell         |
| Fred Funk      | Paul McGinley        |
| Chris Riley    | Ian Poulter          |
| Jay Haas       | Colin Montgomerie    |
| Stewart Cink   | Luke Donald          |
De to kaptajner var Bernhard Langer for Europa og Hal Sutton for USA.

## Resultater

### Fredag, fourballs
| USA                          | Resultat      | Europa                               |
| ---------------------------- | ------------- | ------------------------------------ |
| Phil Mickelson Tiger Woods   | Europa 2 og 1 | Colin Montgomerie Padraig Harrington |
| Davis Love III Chad Campbell | Europa 5 og 4 | Darren Clarke Miguel Angel Jiménez   |
| Chris Riley Stewart Cink     | Delt          | Paul McGinley Luke Donald            |
| David Toms Jim Furyk         | Europa 5 og 3 | Sergio García Lee Westwood           |
| Fredag, fourballs | USA | ½ – 3½ | Europa |
| Samlet stilling   | USA | ½ – 3½ | Europa |

### Fredag, foursomes
| USA                        | Resultat      | Europa                               |
| -------------------------- | ------------- | ------------------------------------ |
| Chris DiMarco Jay Haas     | USA 3 og 2    | Miguel Angel Jiménez Thomas Levet    |
| Davis Love III Fred Funk   | Europa 4 og 2 | Colin Montgomerie Padraig Harrington |
| Phil Mickelson Tiger Woods | Europa 1 hul  | Darren Clarke Lee Westwood           |
| Kenny Perry Stewart Cink   | Europa 2 og 1 | Sergio García Luke Donald            |
| Fredag, foursomes | USA | 1 – 3   | Europa |
| Samlet stilling   | USA | 1½ – 6½ | Europa |

### Lørdag, fourballs
| USA                         | Resultat     | Europa                               |
| --------------------------- | ------------ | ------------------------------------ |
| Jay Haas Chris DiMarco      | Delt         | Sergio García Lee Westwood           |
| Tiger Woods Chris Riley     | USA 4 og 3   | Darren Clarke Ian Poulter            |
| Jim Furyk Chad Campbell     | Europa 1 hul | Paul Casey David Howell              |
| Stewart Cink Davis Love III | USA 3 og 2   | Colin Montgomerie Padraig Harrington |
| Lørdag, fourballs | USA | 2½ – 1½ | Europa |
| Samlet stilling   | USA | 4 – 8   | Europa |

### Lørdag, foursomes
| USA                        | Resultat      | Europa                            |
| -------------------------- | ------------- | --------------------------------- |
| Jay Haas Chris DiMarco     | Europa 5 og 4 | Darren Clarke Lee Westwood        |
| Phil Mickelson David Toms  | USA 4 og 3    | Miguel Angel Jiménez Thomas Levet |
| Jim Furyk Fred Funk        | Europa 1 hul  | Sergio García Luke Donald         |
| Davis Love III Tiger Woods | Europa 4 og 3 | Padraig Harrington Paul McGinley  |
| Lørdag, foursomes | USA | 1 – 3  | Europa |
| Samlet stilling   | USA | 5 – 11 | Europa |

### Søndag, singles
| USA            | Resultat | Europa               |
| -------------- | -------- | -------------------- |
| Tiger Woods    | 3 og 2   | Paul Casey           |
| Phil Mickelson | 3 og 2   | Sergio García        |
| Davis Love III | Delt     | Darren Clarke        |
| Jim Furyk      | 6 og 4   | David Howell         |
| Kenny Perry    | 1 hul    | Lee Westwood         |
| David Toms     | 1 hul    | Colin Montgomerie    |
| Chad Campbell  | 5 og 3   | Luke Donald          |
| Chris DiMarco  | 1 hul    | Miguel Angel Jiménez |
| Fred Funk      | 1 hul    | Thomas Levet         |
| Chris Riley    | 3 og 2   | Ian Poulter          |
| Jay Haas       | 1 hul    | Padraig Harrington   |
| Stewart Cink   | 3 og 2   | Paul McGinley        |
| Singles         | USA | 4½ – 7½  | Europa |
| Samlet stilling | USA | 9½ – 18½ | Europa |